# ماكس براون
ماكس براون (بالإنجليزية: Max Brown)‏ هو ممثل بريطاني، ولد في 10 فبراير 1981 في المملكة المتحدة. بدأ مشواره المهني سنة 2001.

## أعمال

### أفلام
- (2012) الذيول الحمراء[2]

### مسلسلات
- أسرة تيودور
- الجميلة والوحش

## وصلات خارجية
- ماكس براون على موقع IMDb (الإنجليزية)
- ماكس براون على موقع ألو سيني (الفرنسية)
- ماكس براون على موقع أول موفي (الإنجليزية)
- ماكس براون على موقع قاعدة بيانات الأفلام السويدية (السويدية)
- ماكس براون على موقع قاعدة بيانات الفيلم (الإنجليزية)
- ماكس براون على موقع كينوبويسك (الروسية)